# Luis de Velasco
Pour les articles homonymes, voir Luis de Velasco (homonymie), Velasco et Alarcon.
Luis de Velasco y Ruiz de Alarcon' (1511 à Carrión de los Condes en Espagne — 31 juillet 1564) est le second vice-roi de Nouvelle-Espagne pendant la colonisation espagnole de l'Amérique.

## Jeunesse
Velasco est né à Carrión de los Condes, dans la province de Palencia, en 1511. Fils d'une noble et riche famille, Velasco reçoit une bonne éducation dès son plus jeune âge. Aux alentours de 1547, il devient vice-roi de Navarre.

## Vice-roi de Nouvelle-Espagne
Impressionné par les réussites de Velasco et sa loyauté envers la couronne, l'Empereur Charles Quint l'envoie en Nouvelle-Espagne en 1550 pour régler les problèmes des colonies espagnoles dont l'esclavage et le système de l'encomienda. Velasco y remplace le Vice-roi précédent, Antonio de Mendoza. Il est accompagné de son fils, Luis de Velasco, lui-même futur Vice-roi de Nouvelle-Espagne.
Mendoza s'était vu offrir le choix de la vice-royauté de Nouvelle-Espagne ou du Pérou, Velasco devant prendre l'autre poste. Velasco arrive à San Juan de Ulúa en Nouvelle-Espagne le 23 août 1550. Il passe le mois de septembre à Puebla, pendant que Mendoza fait son choix. Finalement, tous deux décident de se rencontrer à Cholula, là-bas, Mendoza se décide pour le Pérou. Le 25 novembre 1550, Velasco fait son entrée officielle à Mexico et devient officiellement Vice-roi de Nouvelle-Espagne. Il remplira son mandat jusqu'à sa mort le 31 juillet 1564.
Velasco apporte son aide aux indigènes qu'il défend des abus des propriétaires de mines esclavagistes et il libère 150 000 indiens de l'esclavage. Le 25 janvier 1553, Velasco inaugure l'Université royale et pontificale de Mexico. Il ordonne la fondation des cités de San Miguel el Grande (maintenant San Miguel de Allende), Durango (1563), San Felipe de Ixtlahuaca, et Nombre de Dios. Il institue également des services publics tels que des hôpitaux et des tribunaux destinés aux indigènes.
En 1558, le Mexique subit sa première grande inondation de l'époque espagnole suivie d'une épidémie. Le Vice-roi fait tout ce qui est en son pouvoir pour venir en aide aux victimes.
Jusqu'en 1560, Velasco gouverne sans limite à son autorité. Bien qu'il n'ait pas abusé de son pouvoir, l'Audiencia et quelques puissants colons tentent d'influencer l'Empereur afin qu'il limite l'autorité du Vice-roi en le contraignant à requérir l'autorisation préalable de l'Audiencia pour ses décisions.
Durant les dernières années de son mandat, Velasco concentre ses efforts à l'établissement de nouvelles implantations en Floride, à l'exploration de l'océan Pacifique et à la recherche de nouvelles richesses pour l'Empire. En 1559, Velasco envoie une flotte de 13 bateaux sous les ordres de Tristán de Luna y Arellano afin d'établir de nouvelles implantations sur les côtes orientales de la Floride. L'expédition échoue, les nouvelles implantations souffrent de famine et se heurtent aux guerriers indigènes hostiles. Les espagnols sont contraints de les abandonner.

## Père de la Nouvelle-Espagne
Au début de 1564, Velasco mandate Miguel López de Legazpi et Andrés de Urdaneta pour mener une expédition à travers le Pacifique vers les Îles aux Épices (Moluques) où Ferdinand Magellan et Ruy López de Villalobos avaient pris pied en 1521 et 1543. Velasco meurt en 1564. À sa mort, on découvre que plutôt que de s'enrichir à son poste, il s'est endetté afin d'aider les pauvres et les indiens, il était aimé par le peuple qui l'avait surnommé père de la Nouvelle-Espagne. C'est Gastón de Peralta qui prend sa succession en tant que Vice-roi.